# カリュイール＝エ＝キュイール
カリュイール＝エ＝キュイール(Caluire-et-Cuire)はメトロポール・ド・リヨンの都市(コミューン)である。リヨンのクロワ＝ルース地区やリリュー＝ラ＝パプ市、サトネー＝カン(Sathonay-Camp)市に隣接する、カリュイール＝エ＝キュイール小郡の小郡庁所在地（ただし、この小郡には当該市しか含まれていない）。

## 歴史
カリュイール＝エ＝キュイール市は、旧カリュイール市と、旧キュイール＝ラ・クロワ＝ルース市のキュイール地区が合併して誕生した。

## 姉妹都市
- ニケリーノ、イタリア 2006年

## この市にゆかりのある有名人
- ジャン・ムーラン- 1943年6月21日に、カリュイールのフレデリック・デュグージョン(Frédéric Dugoujon)博士宅でゲシュタポに逮捕された。
- ジャック・ルボー(Jacques Roubaud)- 詩人。1932年に当地で生まれた。
- アンドレ・ラサーニュ-レジスタンスの活動家。1943年、秘密軍隊の指導者が逮捕されたことをうけて6月21日の会合を設定する。